# Siergiej Szlapnikow
Siergiej Szlapnikow (ros. Сергей Константинович Шляпников, ur. 7 maja 1961) – rosyjski trener siatkówki. Od 2 lutego 2017 roku pełnił funkcję selekcjonera reprezentacji Rosji w piłce siatkowej mężczyzn. 
W 1988 r. Szlapnikow założył klub siatkarski Jarosławicz, z siedzibą w Jarosławiu. Od sezonu 2007/2008 klub ten występuje w Superlidze. Prowadził młodzieżowe reprezentacje Rosji, m.in. do lat 19, 20 i 21. Był także trenerem klubów Fakieł Nowy Urengoj w sezonie 2011/2012 i Dinamo Krasnodar od 2015 do 2016 r. 20 stycznia Prezydium Rosyjskiej Federacji Siatkówki zatwierdziło kandydaturę Szlapnikowa na stanowisko selekcjonera męskiej reprezentacji. Funkcję tę zaczął pełnić od 2 lutego. W pierwszym sezonie pracy z drużyną narodową poprowadził ją do zwycięstwa w Mistrzostwach Europy 2017.